# روان‌شناسی امروز
مجله روانشناسی امروز مجله‌ای است که هر دو ماه در ایالات متحده منتشر می‌شود. این مجله روانشناسی مبتنی بر روابط، سلامت، و موضوعات مرتبط نوشته شده‌است که برای انبوهی از مخاطبان غیر روانشناس مفید می‌باشد. مجله روانشناسی امروز در سال ۱۹۶۷ تأسیس شد و ویژگی‌های مقالات در موضوعاتی مانند عشق، روابط، روابط جنسی، شادی، موفقیت، افسردگی، و خودتوانمندسازی است.
اغلب مقالات این مجله به، تفسیر نظرسنجی‌های اخیر روانی و مطالعات در یافته‌های دیگر از جمله مغز، عصب‌شناسی و داروشناسی می‌پردازد. همچنین ستون مشاوره‌ای در این مجله موجود است که در آن به پرسش‌های خوانندگان درباره مواردی مانند پرورش کودک، مشکلات همسران، رژیم لاغری پاسخ داده‌است. یکی دیگر از ویژگی‌های برجسته مجله روانشناسی امروز مجموعه وب سایت‌های خود روان درمانی، منابعی در درمان مکمل است که گاهی در شکلی از تبلیغات، به ویژه برای شرکت‌های داروسازی می‌باشد. وب سایت‌های آن به‌طور برجسته بسیاری از وبلاگ‌های روانشناسان و روانپزشکان را نشان می‌دهد. همچنین برخی از مقالات منتشر شده در مجلات را ارائه می‌دهد، اما نه به‌طور کامل.